# Sténio
Sténio Nivaldo Matos dos Santos (Mindelo, 16 de abril de 1986) é um futebolista profissional cabo-verdiano que atua como médio.

## Carreira
Sténio representou o elenco da Seleção Cabo-Verdiana de Futebol no Campeonato Africano das Nações de 2013.